# Chelonus erythropus
Chelonus erythropus is een insect dat behoort tot de orde vliesvleugeligen (Hymenoptera) en de familie van de schildwespen (Braconidae). De wetenschappelijke naam van de soort werd voor het eerst geldig gepubliceerd door Cameron in 1906.